# Eriopyga melanopis
Eriopyga melanopis är en fjärilsart som beskrevs av Druce 1908. Eriopyga melanopis ingår i släktet Eriopyga och familjen nattflyn. Inga underarter finns listade i Catalogue of Life.